# Pawliw (Tscherwonohrad)
Pawliw (ukrainisch Павлів; russisch Павлов Pawlow, polnisch Pawłów) ist ein Dorf im Norden der ukrainischen Oblast Lwiw mit etwa 3800 Einwohnern (2023) und einer Fläche von 2,8764 km².
Das Dorf ist die einzige Ortschaft der gleichnamigen, 28,89 km² großen Landratsgemeinde im Rajon Radechiw.
Pawliw liegt am Ufer der Peresika (Пересіка), 8 km südwestlich vom Rajonzentrum Radechiw und 74 km nordöstlich vom Oblastzentrum Lwiw.
Südöstlich der Ortschaft verläuft die Fernstraße N 17.
In Pawliw befindet sich die Zuckerfabrik Radechiw.

## Geschichte
Das im Jahr 1400 erstmals schriftlich erwähnte Dorf gehörte bis 1772 zur Woiwodschaft Bełz in der Adelsrepublik Polen und im Anschluss bis 1918 zum österreichischen Galizien.
Nach dem Ersten Weltkrieg kam das Dorf zur Zweiten Polnischen Republik und war dort bis 1934 eine selbständige Gemeinde in der Powiat Radziechów in der Woiwodschaft Tarnopol. Anschließend gehörte das Dorf bis 1939 zur neu geschaffenen Gmina Chołojów in gleicher Powiat und Woiwodschaft.
Im Zweiten Weltkrieg war das Dorf von September 1939 bis Sommer 1941 von der Sowjetunion und im Anschluss bis 1944 von Deutschland besetzt, das es in den Distrikt Galizien im Generalgouvernement eingliederte. Nach der Rückeroberung durch die Rote Armee befand sich im Dorf ein Lazarett. Zwischen 1944 und 1991 war der Ort Teil der Ukrainischen SSR und 1991 wurde Pawliw Teil der unabhängigen Ukraine.

## Persönlichkeiten
Der polnische Schriftsteller und Dichter Kornel Ujejski (1823–1897) lebte und starb in Pawliw. Auf dem örtlichen Friedhof befindet sich sein Grab.